# ASK Elektra
ASK Elektra – austriacki klub piłkarski, mający siedzibę w wiedeńskiej dzielnicy Leopoldstadt. Obecnie gra w Wiener Stadtliga.

## Historia
Chronologia nazw:
- 1921: Sportclub Elektra Wien
- 1932: SC E-Werk Wien – po fuzji z trzech drużyn zakładu
- 1936: klub rozwiązano
- 1945: SC E-Werk Wien
- 1948: Fußballsektion (FS) Elektra Wien
- 2010: SV Prater-Elektra
- 2011: Fußballsektion (FS) Elektra Wien
- 2013: AS Koma (ASK) Elektra – po fuzji z AS Koma

Klub sportowy Sportclub Elektra został założony w miejscowości Wiedeń w 1921 roku przez pracowników zakładu na Engerthstrasse. W latach 1921–1924 klub był członkiem  Allgemeinen Fußballverbandes, prekursora dzisiejszej Wiener Fußball-Verband (WFV). W 1924 przeniósł się do nowo założonego Verband-Arbeiter-Fußball-Österreich (VAFÖ) i pozostał tam aż do rozwiązania w 1934 roku. Oprócz SC Elektra Wien (Kraftwerk II, Engerthstraße) w zakładzie E-Werkverein istniały w tym czasie również SC E-Werk IX (Direktion IX, Mariannengasse) i SC E-Werk XI (Kraftwerk XI, Simmering). W 1932 roku na wniosek przedstawicieli pracowników, te trzy stowarzyszenia ostatecznie połączyły się w Kultur- und Sportverein der Wiener Elektrizitätswerke. Sekcja piłkarska klubu sportowego pojawiła się wtedy jako SC E-Werk Wien. W 1935 klub startował w 2. Klasse WFV. Ze względu na ówczesną sytuację polityczną i bliski związek klubu i jego zawodników z socjaldemokracją klub został rozwiązany.
Po zakończeniu II wojny światowej wielu starych członków klubu zebrało się i reaktywowało SC E-Werk Wien. Jednak dopiero w 1946 udało się skompletować zespół, aby startować w Wiener 2. Klasse (D4). W 1948 r. Postanowiono zmienić nazwę sekcji piłkarskiej KSV Wiener Elektrizitätswerke na FS Elektra Wien. Po zdobyciu tytułu mistrzowskiego w Wiener 2. Klasse B w 1949 roku awansował do Wiener Stadtligi (D2). Po wygraniu rok później drugiej ligi zdobył historyczny awans do Staatsliga A. Debiutowy sezon 1950/51 na najwyższym poziomie zakończył na ostatniej 13.pozycji i został zdegradowany do Staatsliga B. W następnym sezonie po zajęciu 12.pozycji spadł do Wiener Stadtligi (D3). W 1957 wrócił do Staatsliga B, która w 1959 zmieniła nazwę na Regionalliga Ost. Po 12 latach gry w drugiej lidze w 1969 spadł na rok do Wiener Stadtligi. W następnym sezonie 1970/71 uplasował się na 12.miejscu w Regionalliga Ost i spadł ponownie do Wiener Stadtligi. W 1974 po reorganizacji systemu lig status Wiener Stadtligi został obniżony do IV poziomu. Po wygraniu Wiener Stadtligi w 1975 awansował do Regionalliga Ost, ale w 1978 znów spadł do Wiener Stadtligi. W 1995 spadł do Wiener Oberliga B (D5). W sezonie 2010/11 występował z nazwą SV Prater-Elektra, ale po roku wrócił do poprzedniej nazwy. Po sezonie 2012/13 klub połączył się z AS Koma i przyjął nazwę ASK Elektra. W 2014 wrócił do Wiener Stadtligi.

## Barwy klubowe, strój
|  |  |

Klub ma barwy żółto-niebieskie. Zawodnicy domowe spotkania zazwyczaj grają w żółtych koszulkach, niebieskich spodenkach oraz niebieskich getrach.

## Sukcesy

### Trofea międzynarodowe
Nie uczestniczył w rozgrywkach europejskich (stan na 31-05-2019).

### Trofea krajowe
| \| \| Zdobyte trofea w rozgrywkach Austrii (stan na: 31-05-2019) \| |                                                            |      |          |
| Rozgrywki                                                           | Osiągnięcie                                                | Razy | Sezon(y) |
| · Mistrzostwo                                                       | I miejsce                                                  | 0    |          |
| · Mistrzostwo                                                       | II miejsce                                                 | 0    |          |
| · Mistrzostwo                                                       | III miejsce                                                | 0    |          |
| · Mistrzostwo                                                       | 13.miejsce                                                 | 1    | 1950/51  |
| Puchar                                                              | zdobywca                                                   | 0    |          |
| Puchar                                                              | finalista                                                  | 0    |          |
| Puchar                                                              | ćwierćfinalista                                            | 1    | 1962/63  |
| II liga                                                             | I miejsce                                                  | 1    | 1949/50  |
| II liga                                                             | II miejsce                                                 | 1    | 1962/63  |
| II liga                                                             | III miejsce                                                | 1    | 1965/66  |
| Austria                                                             | Zdobyte trofea w rozgrywkach Austrii (stan na: 31-05-2019) |      |          |

- Wiener 2. Klasse B/Wiener Stadtliga (D3):
  - mistrz (3x): 1948/49, 1956/57, 1969/70
  - wicemistrz (1x): 1972/73
  - 3.miejsce (1x): 1955/56

## Poszczególne sezony

### Rozgrywki międzynarodowe

#### Europejskie puchary
Nie uczestniczył w rozgrywkach europejskich.

### Rozgrywki krajowe
| \| Austria \| Bilans występów klubu w rozgrywkach piłkarskich Austrii (Stan na 31 maja 2019 r.) \| \| |                                                                                   |        |       |   |   |   |    |    |     |                                                                |        |        |      |
| Poziom                                                                                                | Rozgrywki                                                                         | Sezony | Mecze | Z | R | P | B+ | B– | Pkt | Lata                                                           | Awanse | Spadki | Naj. |
| I | Staatsliga A                                                                      | 1      |       |   |   |   |    |    |     | 1950/51                                                        | 0      | 1      | 13   |
| II | Wiener Stadtliga/ Staatsliga B/ Regionalliga Ost                                  | 15     |       |   |   |   |    |    |     | 1949/50, 1951/52, 1957–1969, 1970/71                           | 1      | 3      | 1    |
| III                                                                                                   | Wiener 1. Klasse/ I. Kreisklasse/ Wiener Stadtliga                                | 16     |       |   |   |   |    |    |     | 19??–1936, 1946–1949, 1952–1957, 1969/70, 1971–1974, 1975–1978 | 3      | 2      | 1    |
| | Puchar Austrii                                                                    | ?      |       |   |   |   |    |    |     | od 1959                                                        | 0      | 0      | 1/4  |
| Austria                                                                                               | Bilans występów klubu w rozgrywkach piłkarskich Austrii (Stan na 31 maja 2019 r.) |        |       |   |   |   |    |    |     |                                                                |        |        |      |

## Struktura klubu

### Stadion
Klub piłkarski rozgrywa swoje mecze domowe na stadionie Sportplatz Elektra w Wiedniu, który może pomieścić 1000 widzów.

### Inne sekcje
Klub prowadzi drużyny dla dzieci i młodzieży w każdym wieku.

## Kibice i rywalizacja z innymi klubami

### Derby
- Admira Wiedeń
- Austria Wiedeń
- FC Wien
- First Vienna FC 1894
- Floridsdorfer AC
- Rapid Wiedeń
- Wacker Wiedeń
- Wiener SC